# Либерт из Синт-Трёйдена
Либерт (убит в 783 году) — монах из Синт-Трёйдена, мученик. День памяти — 14 июля.
Святой Либерт (Libert, Libertus), или Лисберт (Lisbert), родился в Мехелене и от рождения именовался граф Либерт из Адона (Count Libert of Adone). Он был крещён святым Румольдом (Saint Rumoldus) и получил у него образование. Святой Либерт стал монахом в монастыре Синт-Трёйдена. Был убит варварами.
Особо почитаем в Мехелене. Изображается юным рыцарем в лавровом венке.